# Budihal(S.G.), Bilgi
Budihal(S.G.) là một làng thuộc tehsil Bilgi, huyện Bagalkot, bang Karnataka, Ấn Độ.